# Atlantic Airlines (Royaume-Uni)

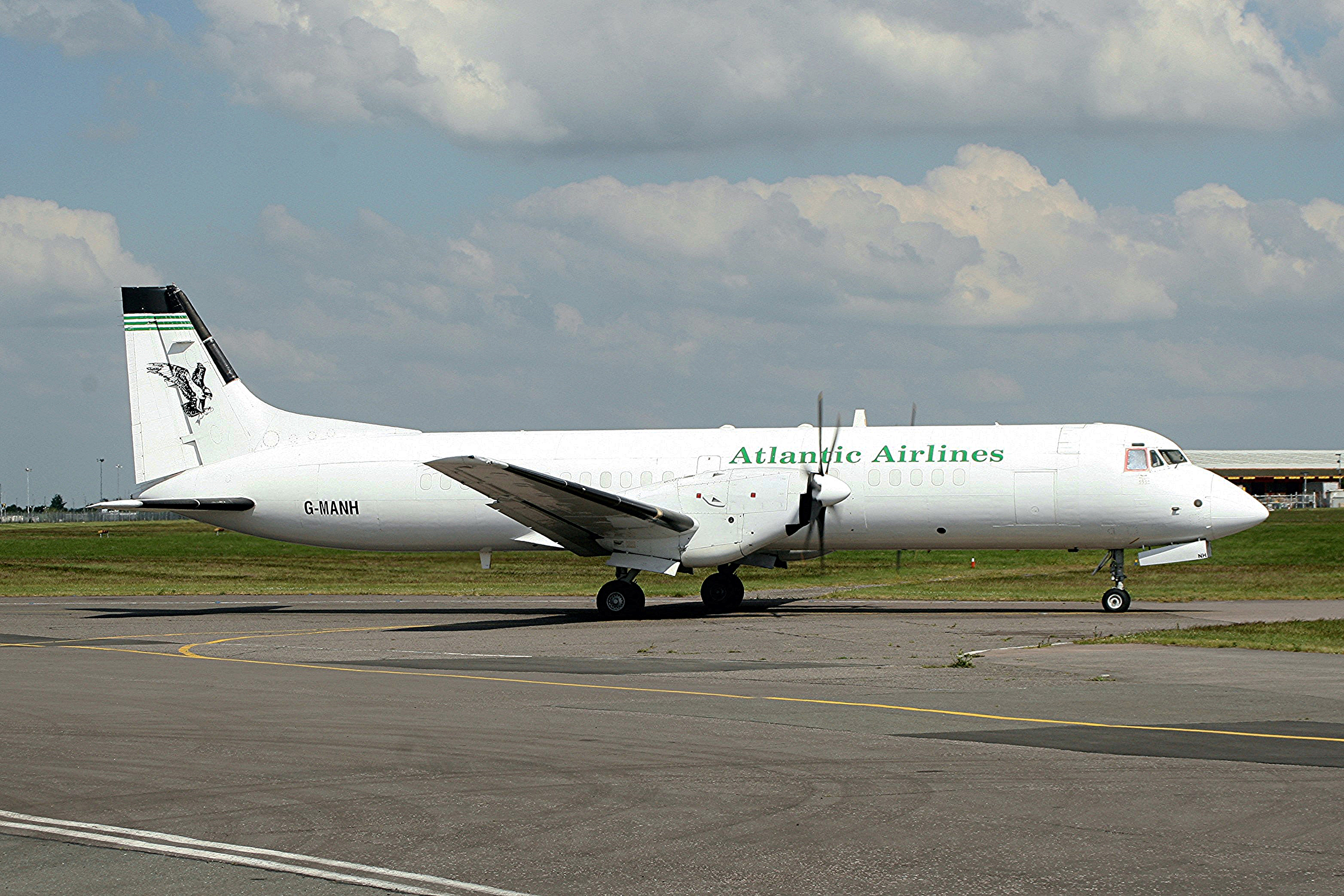
Un BAe ATP d'Atlantic Airlines à Coventry en 2009.

Atlantic Airlines Limited, filiale du groupe West Atlantic, est une Compagnie aérienne cargo Britannique basée à Coventry, au royaume-Uni. Elle effectue des vols de marchandises dans le monde entier, en particulier au sein de l'Europe. La flotte de la compagnie est composée de Boeing 737 et de British Aerospace ATP. La compagnie aérienne se spécialise dans le transport de marchandises dangereuses et de produits radioactifs, ainsi que l'huile d'intervention en cas de déversement, dispersant la pulvérisation et essais de givrage. L'activité principale de l'entreprise est la fourniture et l'exploitation de nuit d'intégrateurs de fret et de groupeurs et le fonctionnement ad hoc, des charters pour le compte d'autres compagnies, courtiers de fret et les transitaires. Atlantic Airlines a fusionné avec la compagnie aérienne suédoise "West Air Europe" en 2008 pour créer le groupe West Atlantic.
Atlantic Airlines détient un Certificat d'opérateur aérien UE Ops en partenariat avec l'Autorité de l'Aviation Civile Britannique et une Licence d'Exploitation de Type-A, permettant de transporter du fret et du courrier sur l'avion.

## Histoire
La compagnie aérienne a été créée en 1994. Il a été formé d'une partie d'Air Atlantique pour se spécialiser dans l'offre de contrat ad hoc des services de fret. La compagnie aérienne effectue également son propre entretien d'aéronefs.
En janvier 2006, Atlantic acquiert le premier d'une commande de 5 BAe ATP avions-cargos.
En février 2007, Atlantic Airlines a signé un accord avec BAE Systems Regional Aircraft à la location à long terme  de 6 BAe ATP cargos portant le total des commandes à 11.
En octobre 2008, il a été annoncé que la compagnie allait fusionner avec West Air Sweden pour former une nouvelle compagnie appelée West Atlantic dont le siège se situera en Suède,.
Le 8 décembre 2009, la plus grande base d'Atlantic Airlines, l'Aéroport de Coventry, a été fermé pour des raisons financières amenant la compagnie aérienne à cesser tous les vols de marchandises vers et depuis l'aéroport. Atlantic Airlines a ainsi déplacé temporairement toutes ses activités de Coventry vers Birmingham. Toutefois, la compagnie aérienne a repris les opérations de l'Aéroport de Coventry en raison de la réouverture après qu'il a été acheté par Sir Peter Rigby.

## Destinations
Atlantic Airlines sert quotidiennement les destinations suivantes :
- Belgique
  - Bruxelles - Aéroport de Bruxelles
  - Liège - Aéroport de Liège
- Dépendances de la Couronne
  - Guernesey - Aéroport de Guernesey
  - Jersey - Aéroport de Jersey
  - Île de Man - Aéroport du Ronaldsway
- Danemark
  - Copenhague - Aéroport de Copenhague
- France
  - Nantes - Aéroport de Nantes-Atlantique
- Allemagne
  - Cologne - Aéroport Cologne/Bonn
  - Hambourg - Aéroport de Hambourg
  - Leipzig - Aéroport de Leipzig-Halle
- Irlande
  - Dublin - Aéroport international de Dublin
- Pays-Bas
  - Maastricht - Aéroport de Maastricht-Aix-la-Chapelle
- Norvège
  - Bergen - Aéroport de Bergen
  - Stavanger - Aéroport de Stavanger
- Pologne
  - Pologne - Aéroport de Katowice-Pyrzowice
- Suisse
  - Bâle - Aéroport de Bâle-Mulhouse-Fribourg
- Royaume-Uni
  - Angleterre
    - Coventry - Coventry Airport
    - Birmingham - Aéroport de Birmingham (Angleterre)
    - Bournemouth - Aéroport de Bournemouth
    - East Midlands - East Midlands Airport
    - Londres - Londres-Luton, Londres-Stansted
    - Newcastle - Aéroport de Newcastle

  - Écosse
    - Aberdeen - Aéroport d'Aberdeen

  - Irlande du Nord
    - Belfast - Belfast International Airport

  - Pays de Galles
    - Cardiff - Aéroport de Cardiff

### Anciennes destinations
- Italie
  - Naples - Aéroport de Naples-Capodichino
- Slovénie
  - Ljubljana - Aéroport Jože Pučnik de Ljubljana

## Flotte

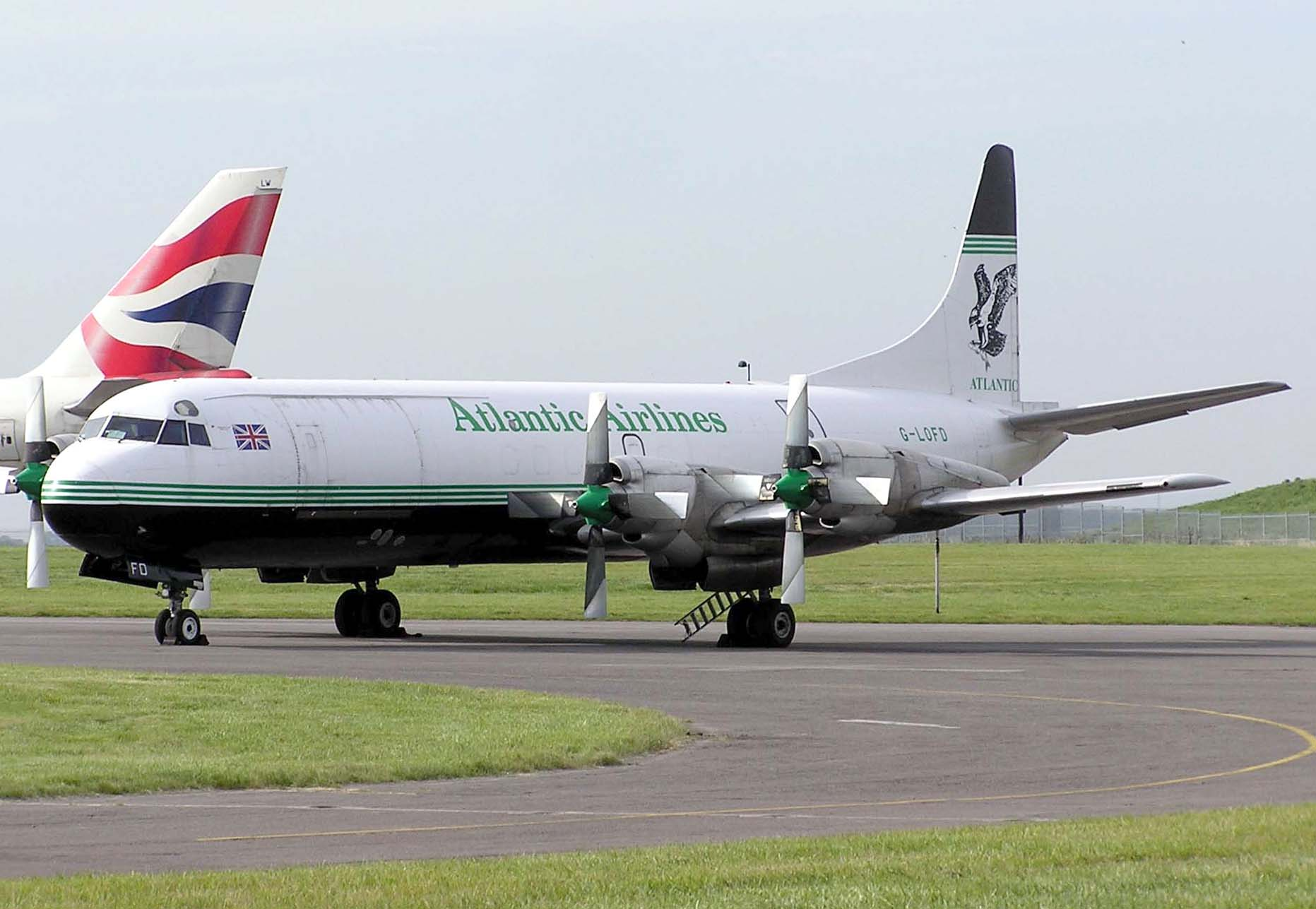
Atlantic Airlines Lockheed L-188 Electra

La flotte d'Atlantic Airlines comprenait les appareils suivants (février 2016)
| Avion          | En Service | Commandes |
| -------------- | ---------- | --------- |
| BAe ATP        | 4          | —         |
| Boeing 737-300 | 6          | —         |
| Boeing 737-400 | 4          | —         |
| Total          | 14         | 0         |